# Podolasia
Podolasia, monotipski rod kozlačevki, dio je potporodice Lasioideae. Jedina vrsta je P. stipitata,,  trajnica sa poluotočne Malaje, Bornea i Sumatre

## Sinonimi
- Cyrtosperma angustilobum Engl.; Engl. Pflanzenreich, Arac.-Lasioid. 21 (1911)
- Lasia stipitata N.E.Br.; Gard. Chron., n.s., 18: 70 (1882), pro syn.